# Indicatif régional 606

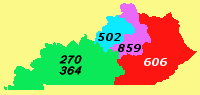
Carte de l'État du Kentucky avec les territoires de ses indicatifs régionaux. L'indicatif régional 606 est en rouge.

L'indicatif régional 606 est l'un des indicatifs téléphoniques régionaux de l'État du Kentucky aux États-Unis. Cet indicatif couvre un territoire situé à l'est de l'État. L'indicatif dessert un territoire qui correspond à peu près à une région appelée Eastern Kentucky Coal Field region (en).
La carte ci-contre indique en rouge le territoire couvert par l'indicatif 606.
L'indicatif régional 606 fait partie du Plan de numérotation nord-américain.

## Principales villes desservies par l'indicatif
- Ashland
- Hazard
- Manchester
- Somerset
- London
- Corbin
- Paintsville
- Pikeville
- Maysville

## Source
- (en) Cet article est partiellement ou en totalité issu de l’article de Wikipédia en anglais intitulé « Area code 606 » (voir la liste des auteurs).